# 노천광

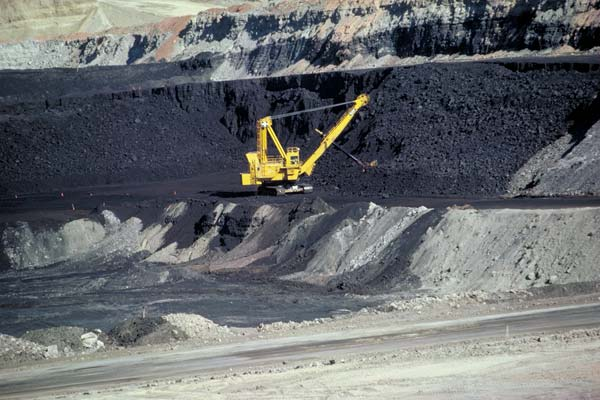
와이오밍의 노천 탄광.

노천광(露天鑛)은 광업에서, 채굴하고자 하는 광물 위의 덮은층을 들어내고 광물을 퍼담아 채취하는 방식이다. 덮은층을 그대로 두고 지하로 땅굴을 파고 들어가 광물을 채취하는 지하광과 대조되는 개념이다.
구체적으로는 광물이 매장된 평지에 구덩이를 파서 채굴하는 노천굴광법과 광물이 매장된 산을 깎아가며 채굴하는 정상제거법, 물 속의 퇴적층을 채굴하는 준설법 등이 있다.